# Municipio de Franklin (condado de Lincoln)
El municipio de Franklin (en inglés: Franklin Township) es un municipio ubicado en el condado de Lincoln en el estado estadounidense de Kansas. En el año 2010 tenía una población de 98 habitantes y una densidad poblacional de 1,05 personas por km².

## Geografía
El municipio de Franklin se encuentra ubicado en las coordenadas 38°53′36″N 98°5′29″O / 38.89333, -98.09139. Según la Oficina del Censo de los Estados Unidos, el municipio tiene una superficie total de 93.35 km², de la cual 93,19 km² corresponden a tierra firme y (0,17 %) 0,16 km² es agua.

## Demografía
Según el censo de 2010, había 98 personas residiendo en el municipio de Franklin. La densidad de población era de 1,05 hab./km². De los 98 habitantes, el municipio de Franklin estaba compuesto por el 95,92 % blancos, el 3,06 % eran afroamericanos y el 1,02 % eran de una mezcla de razas. Del total de la población el 0 % eran hispanos o latinos de cualquier raza.